# La Herrán
La Herrán es un núcleo de población del municipio de Liérganes (Cantabria, España). En el año 2008 contaba con una población de 170 habitantes (INE). La localidad se encuentra a 78 metros de altitud sobre el nivel del mar, y a 4,1 kilómetros de la capital municipal, Liérganes.
En este pueblo se encuentran las ruinas de la ermita de San Vicente del Campo, del siglo XVII.
- Datos: Q5963771